# 川崎寛治
川崎 寛治（かわさき かんじ、1922年（大正11年）4月18日 - 2005年（平成17年）12月3日）は、日本の政治家。日本社会党衆議院議員。

## 来歴・人物
鹿児島県南九州市旧川辺町出身。日本統治時代の台湾の台南市生まれ。台北高等学校 (旧制)を経て、京都帝国大学法学部へ進む。1943年（昭和18年）から学徒動員で従軍し、台湾最南端の地で終戦を迎える。1946年（昭和21年）春に鹿児島県川辺町に引き揚げて、大学に復学し卒業。
高校教諭、参議院議員秘書などを経て、1958年（昭和33年）の第28回衆議院議員総選挙で社会党公認で旧鹿児島1区に立候補し落選、3度目の挑戦となった1963年（昭和38年）の第30回衆議院議員総選挙で初当選する。以後当選通算9回。当初は赤路友蔵、1972年（昭和47年）の第33回衆議院議員総選挙からは新盛辰雄と共に、鹿児島1区での2人の社会党公認候補の一方を務め、1980年（昭和55年）の第36回衆議院議員総選挙で落選した以外は議席を維持した。
党務では1970年（昭和45年）から1977年（昭和52年）まで社会党国際局長に就任し、社会党が友好関係を持っていた中国共産党が統治する中華人民共和国との日中国交正常化問題への関与を含め、アジア・アフリカ諸国との党外交を推進した。また1976年（昭和51年）のロッキード事件では社会党党調査団長として訪米している。衆議院予算委員会などに長く所属し、リクルート事件などで政府与党に対して、党を代表をして質問した論客の一人であった。 当時自民党のヤジ将軍だった鈴木宗男に野次を飛ばされ「鈴木君黙れ」と一喝した。
1993年（平成5年）の第40回衆議院議員総選挙で社会党が惨敗する中、川崎も新盛と共に落選、政界を引退した。2005年（平成17年）12月3日、間質性肺炎のため死去。享年83。

## 政策
- 選択的夫婦別姓制度導入に賛成[4]。

## 著作
- 『政治に理想の灯を - 川崎寛治元社会党国際局長の回顧』 - 名越護著、2003年、南日本新聞社。南日本新聞に連載した回顧録を、同紙編集委員の名越がまとめた著作。